# DinoPark Košice
DinoPark Košice je zábavní a vzdělávací atrakce vhodná pro rodiny s dětmi všech věkových kategorií a školní exkurze. Nachází se v lesním údolí s potokem na ploše o velikosti 6 ha. Modely prehistorických zvířat v životních velikostech instalovaných ve více než 20 scénách jsou zde k vidění v prostředí, ve kterém pravděpodobně obývala naši planetu před více než 65 miliony let. Modely jsou vyráběny speciální patentovanou technologií na základě aktuálních vědeckých poznatků a nalezených fosílií.
Vedle paleontologicky věrných modelů dinosaurů (statických i robotických) se návštěvníci mohou seznámit s informacemi o jednotlivých druzích, o vývoji života na Zemi, pohybu kontinentů apod., vše zábavnou a atraktivní formou.
V pavilonu Cesta do minulosti Země se nachází artefakty datované již od starohor. K vidění jsou zde např. drápy Tyrannosaura, zuby Deinonycha, roh Triceratopse, otisk křídel pravěkých vážek, fosilie přesliček nalezených v blízkém okolí i jinde ve světě atd. Pavilon vznikl ve spolupráci se Západočeským muzeem v Plzni a vedoucím jeho paleontologického oddělení, RNDr. Josefem Pšeničkou, PhD. Unikátem světového významu je v DinoParku umístěná živá druhohorní rostlina Wollemia nobilis, která na Zemi rostla před 175 miliony let.
V DinoAquariu, 3D kině, je v celodenní smyčce promítán speciálně natočený panoramatický film. Ve stylu druhohor je upravena také prodejna suvenýrů DinoShop, občerstvení DinoCafé i DinoGril.
DinoPark Košice je propojený se Zoo Košice, při návštěvě lze využít zvýhodněné společné vstupné do obou zařízení, ale DinoPark nelze navštívit samostatně. DinoPark Košice patří mezi nejvýznamnější turistické atrakce východního Slovenska.

## Galerie

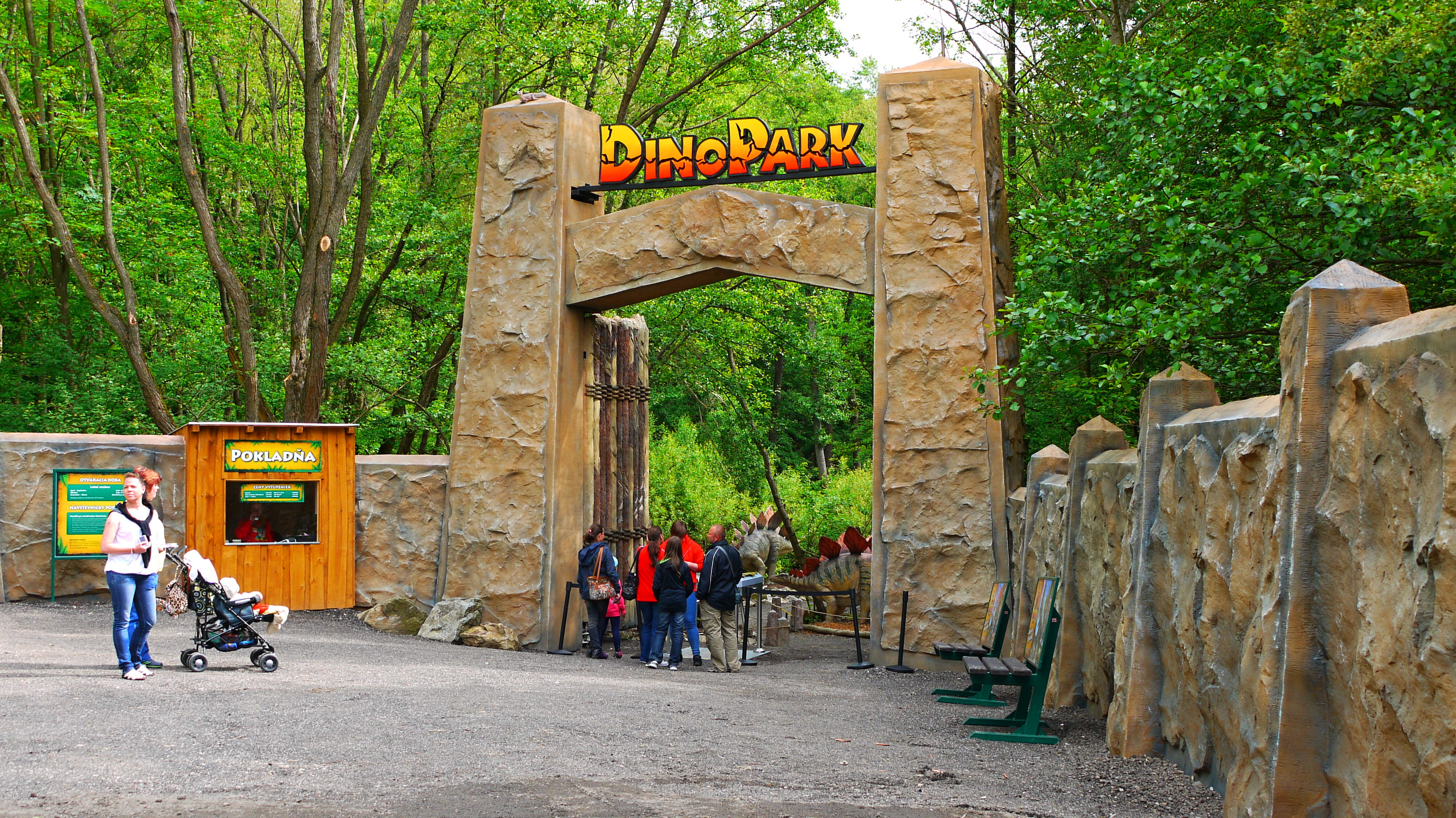
DinoPark Košice - vstup
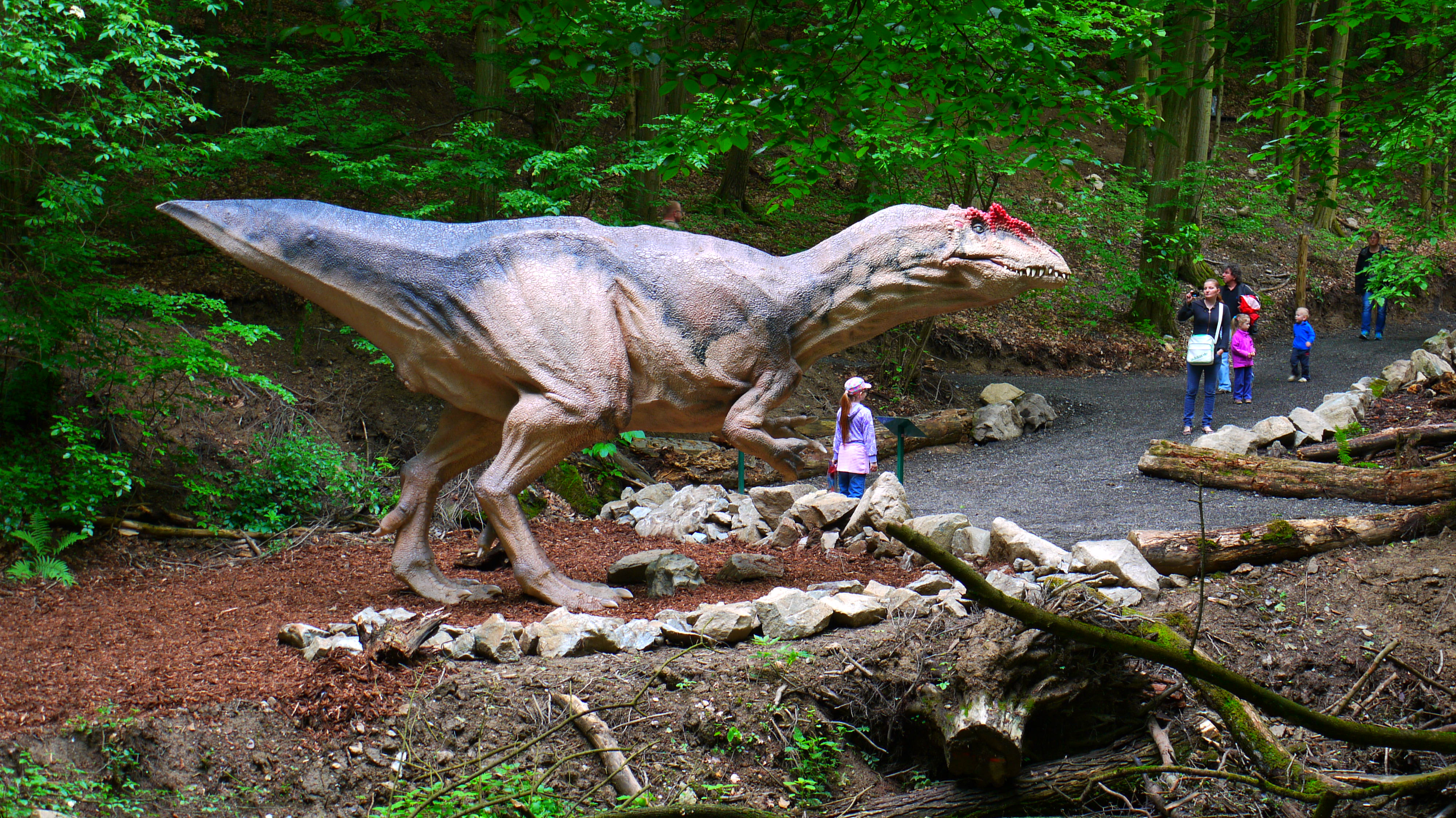
Allosaurus, DinoPark Košice
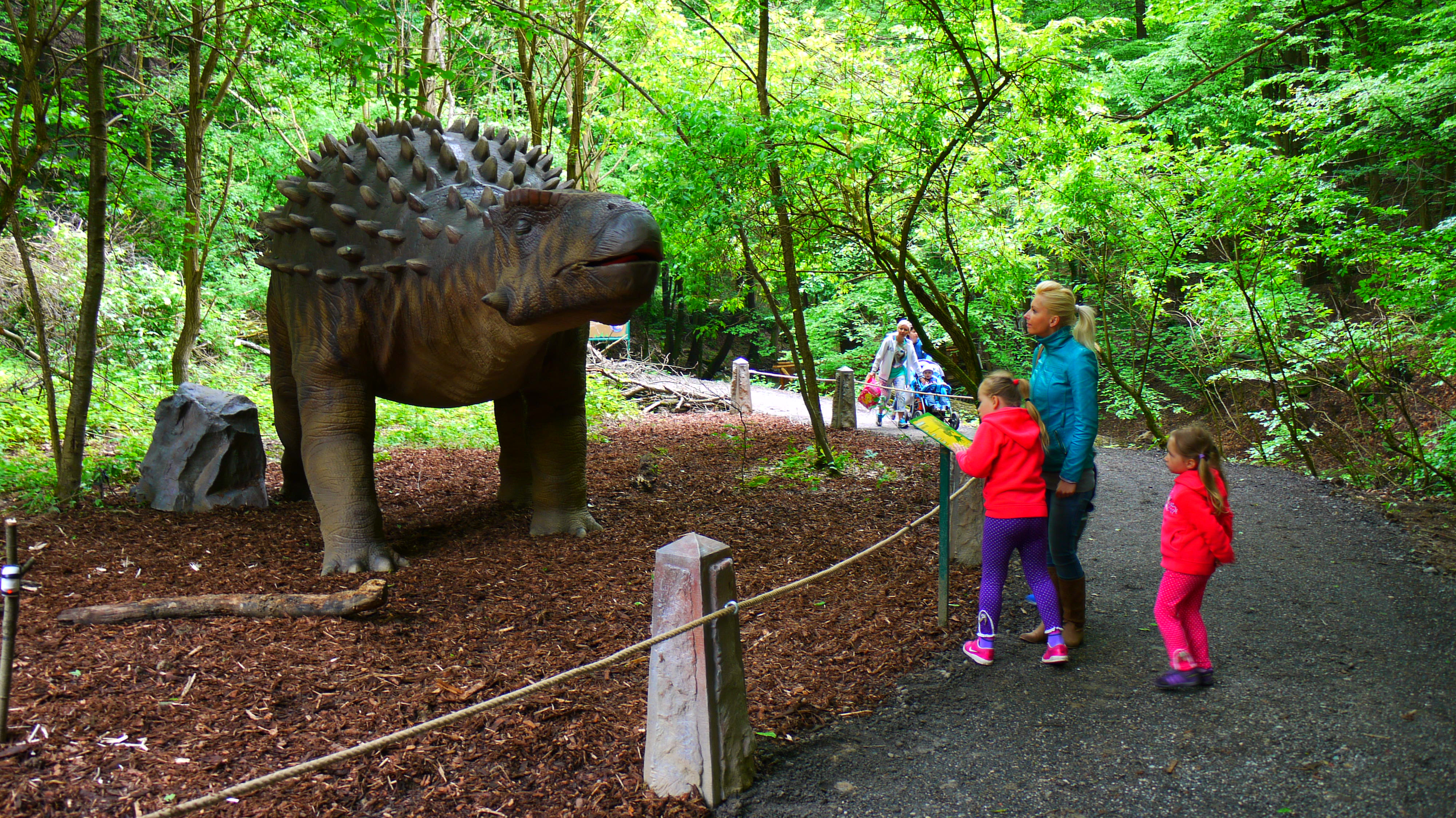
Ankylosaurus, DinoPark Košice
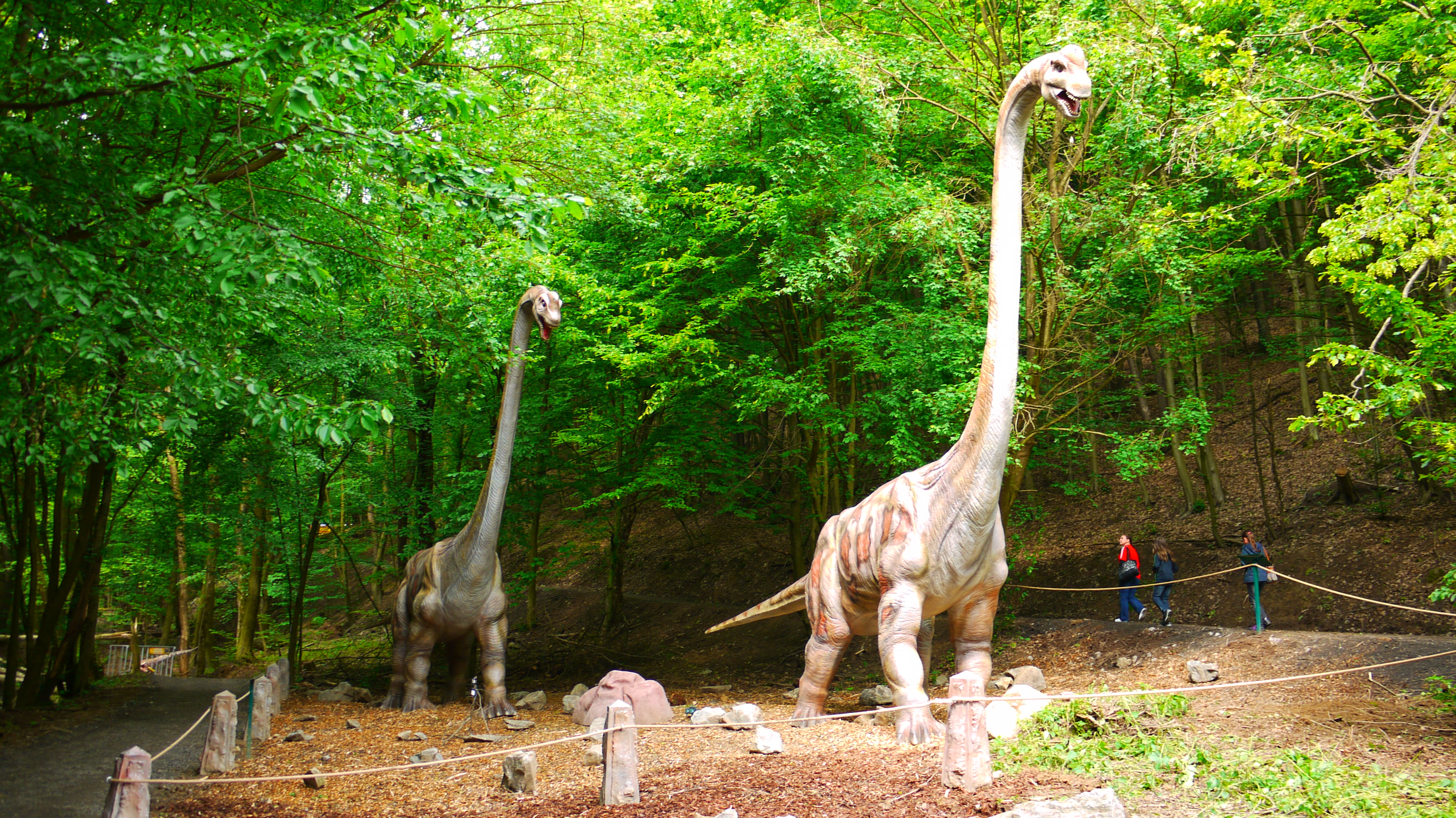
Brachiosaurus, DinoPark Košice
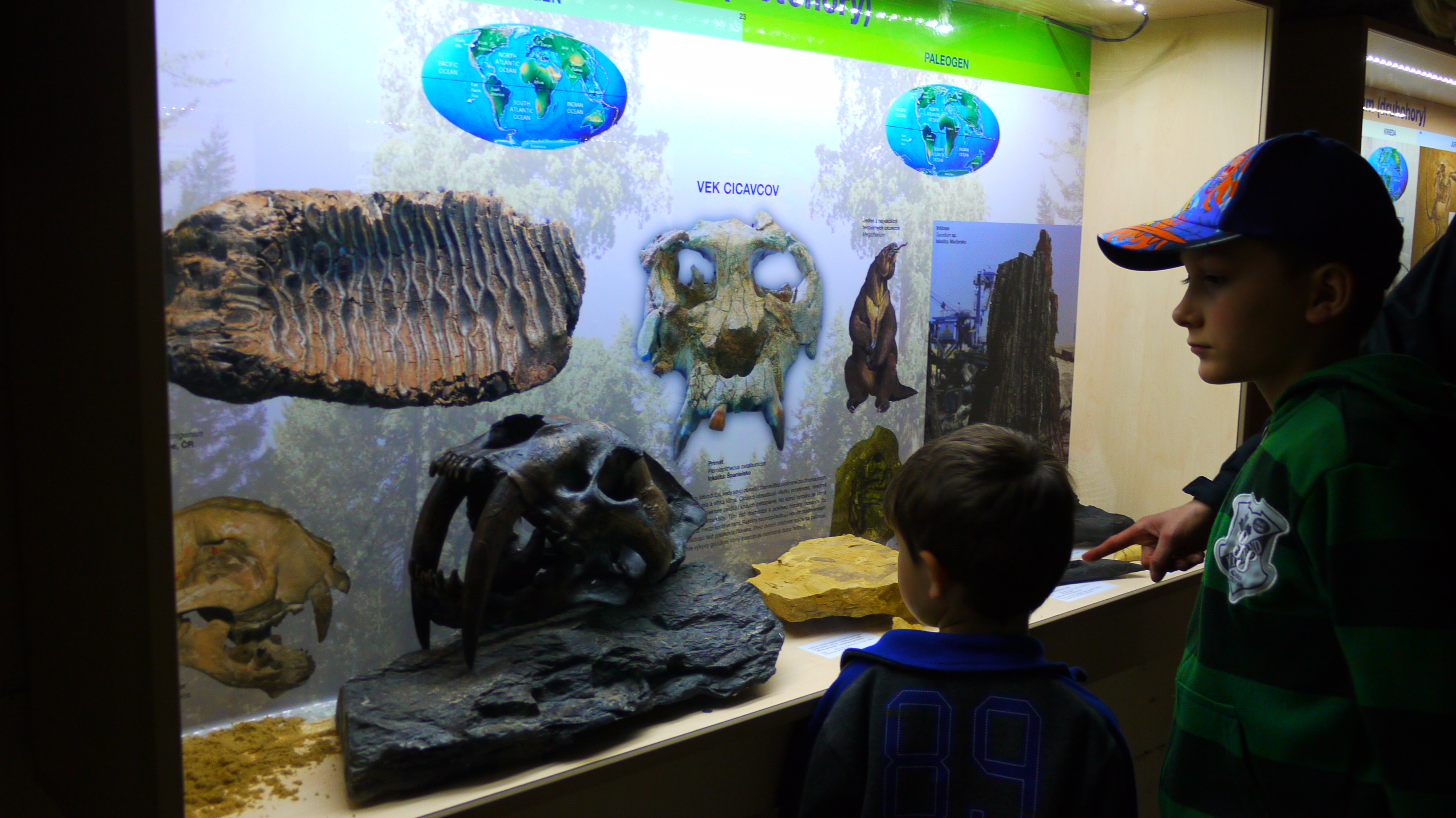
Cesta do minulosti Země, DinoPark Košice
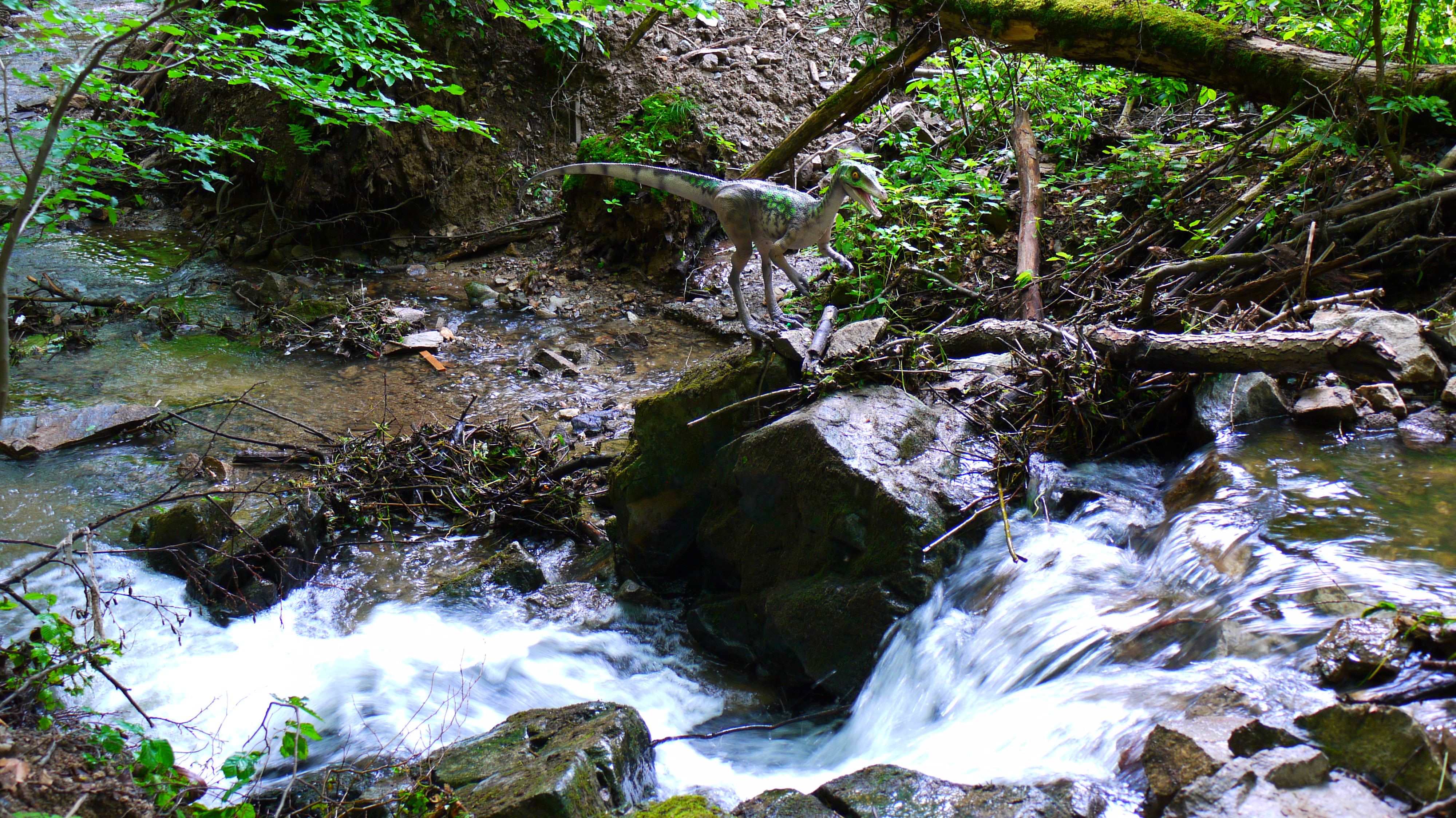
Compsognathus, DinoPark Košice
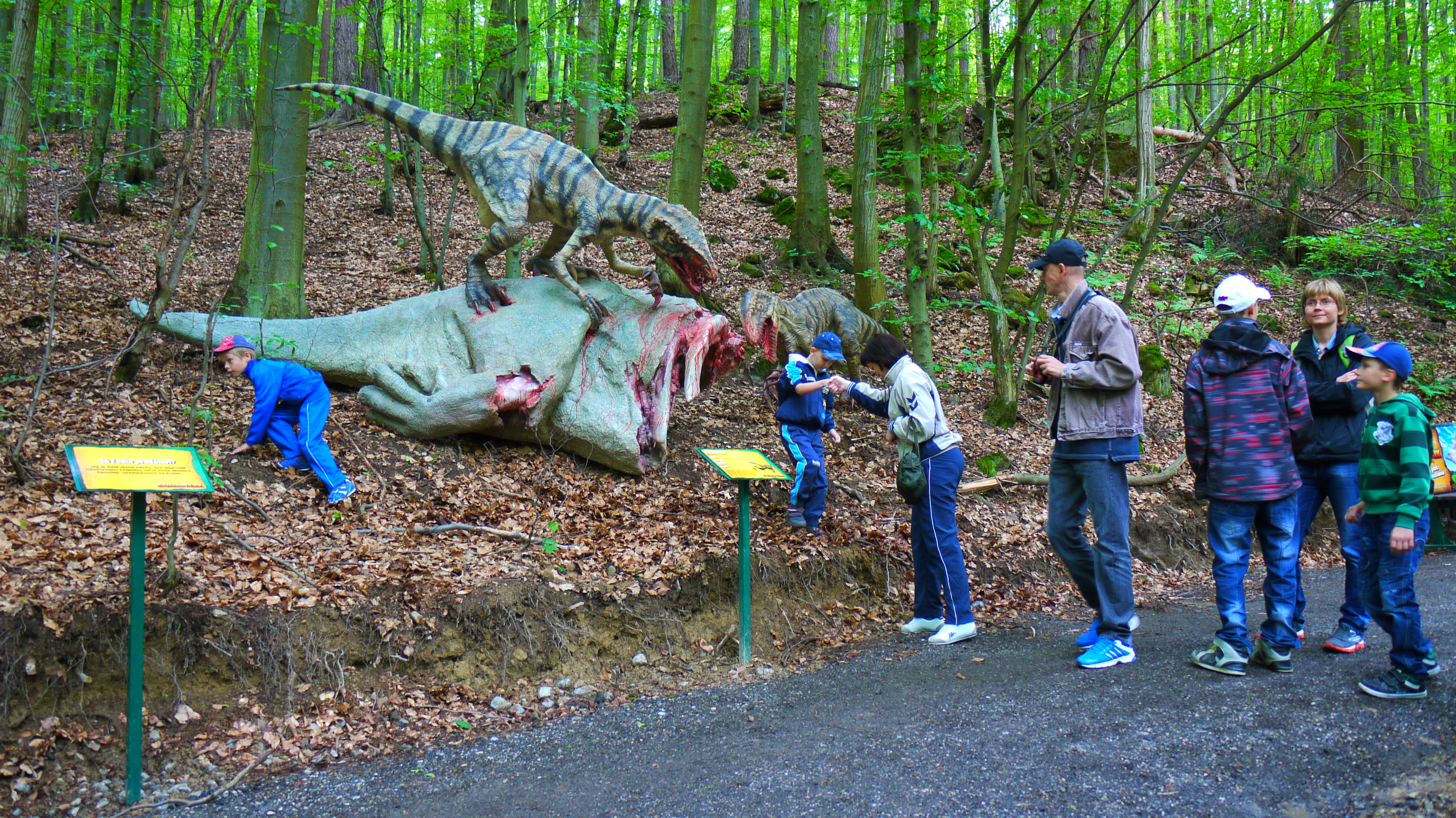
Deinonychus, DinoPark Košice
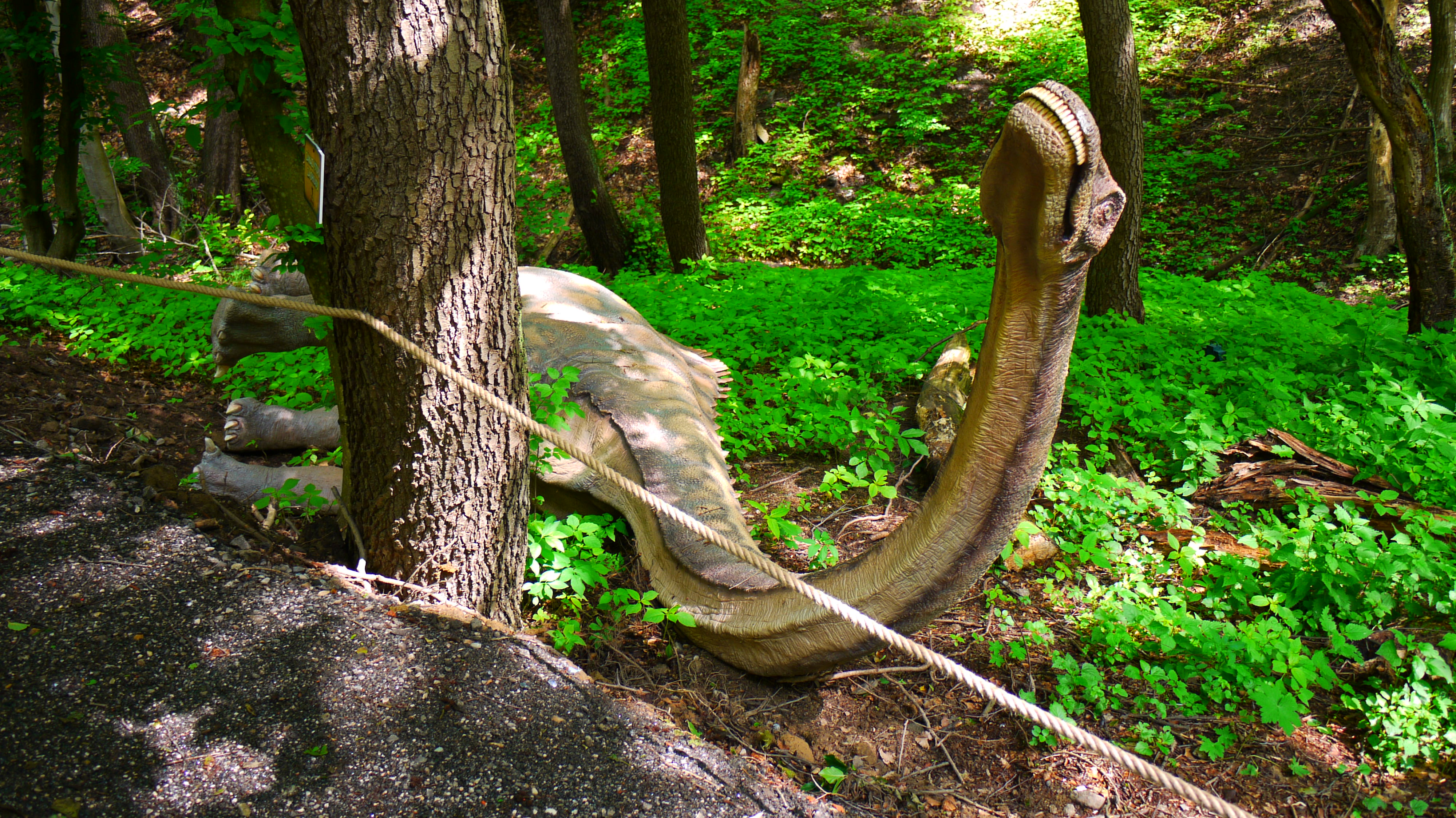
Diplodocus, DinoPark Košice
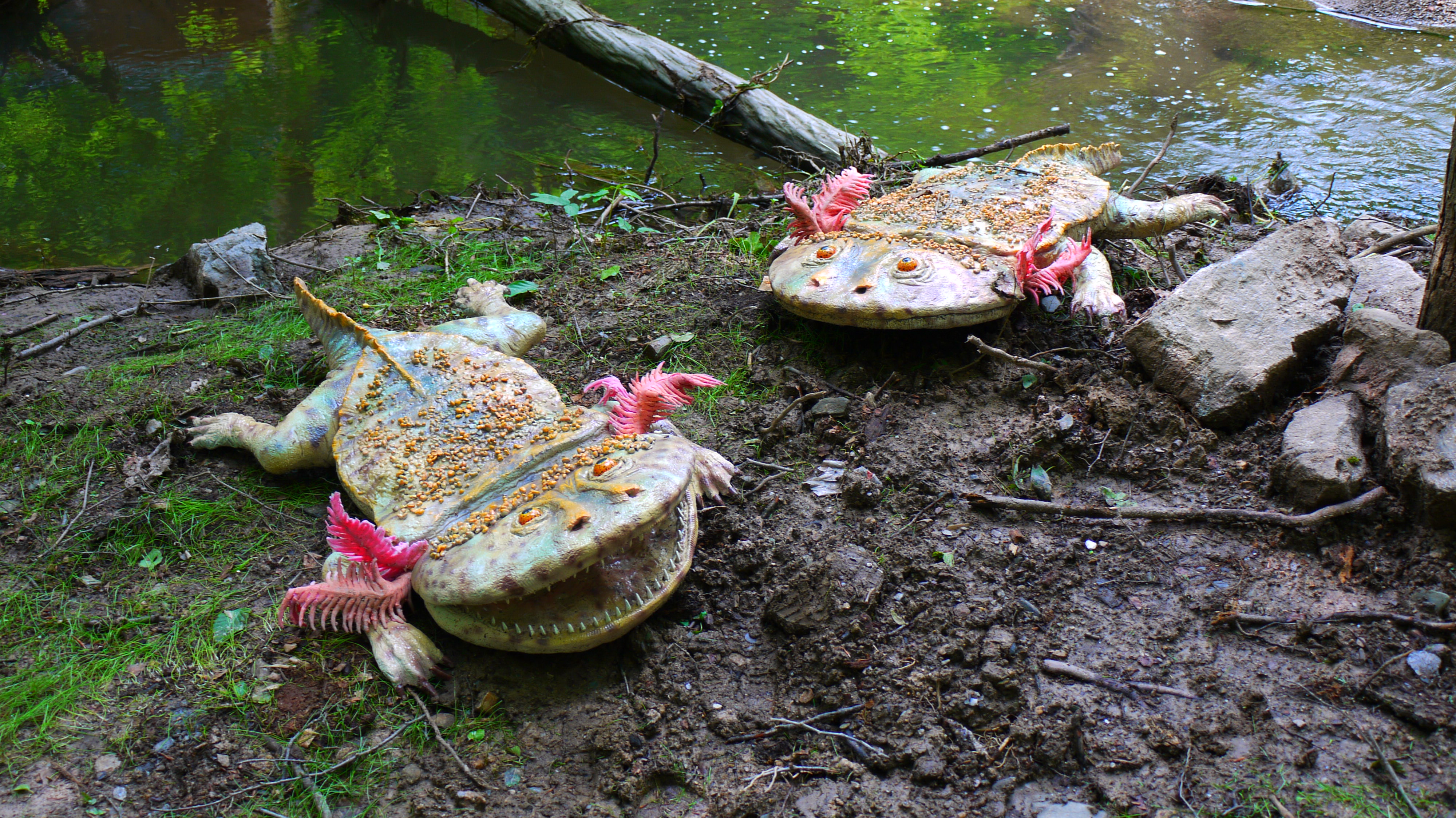
Garrotorax, DinoPark Košice
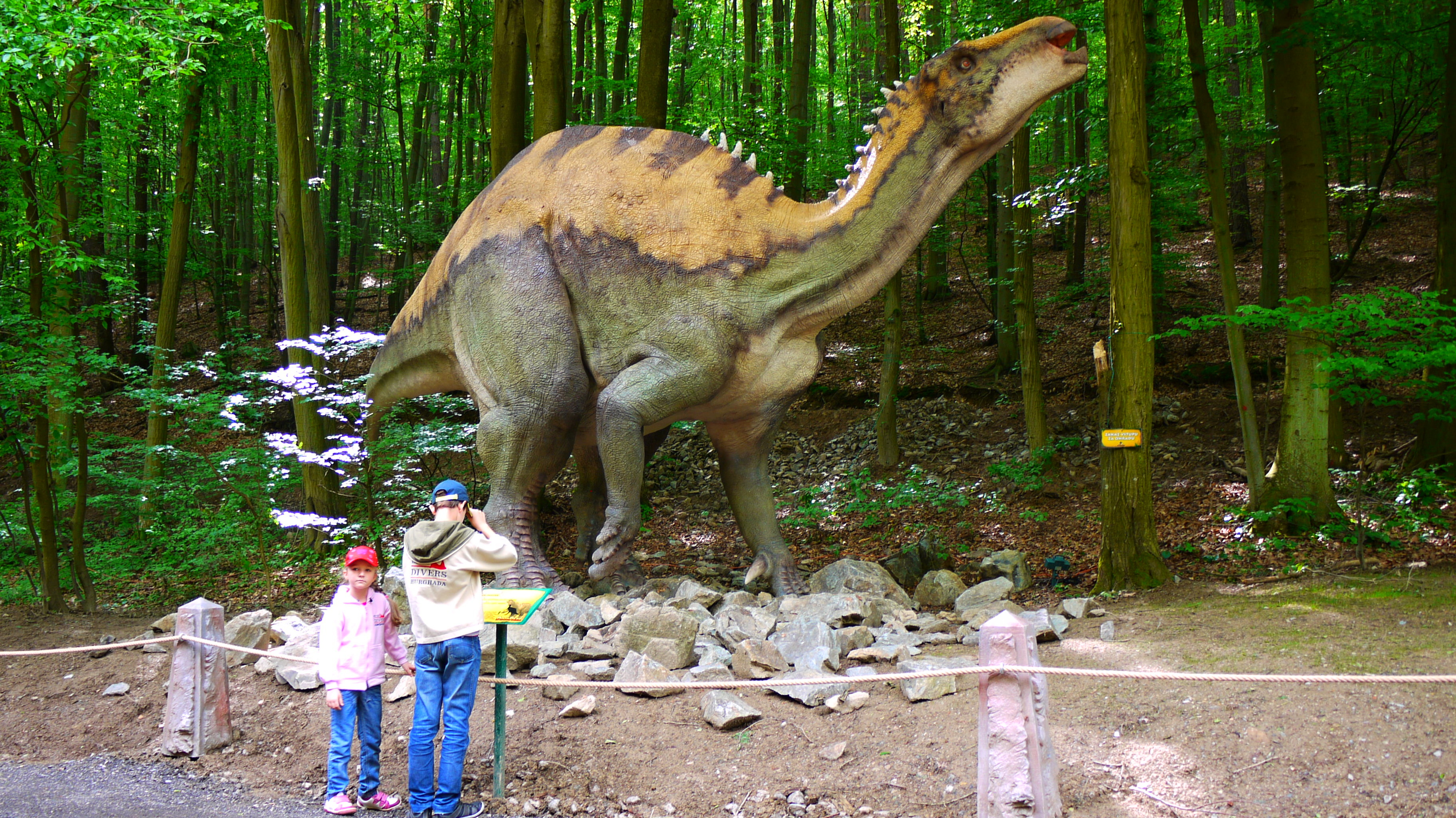
Iguanodon, DinoPark Košice
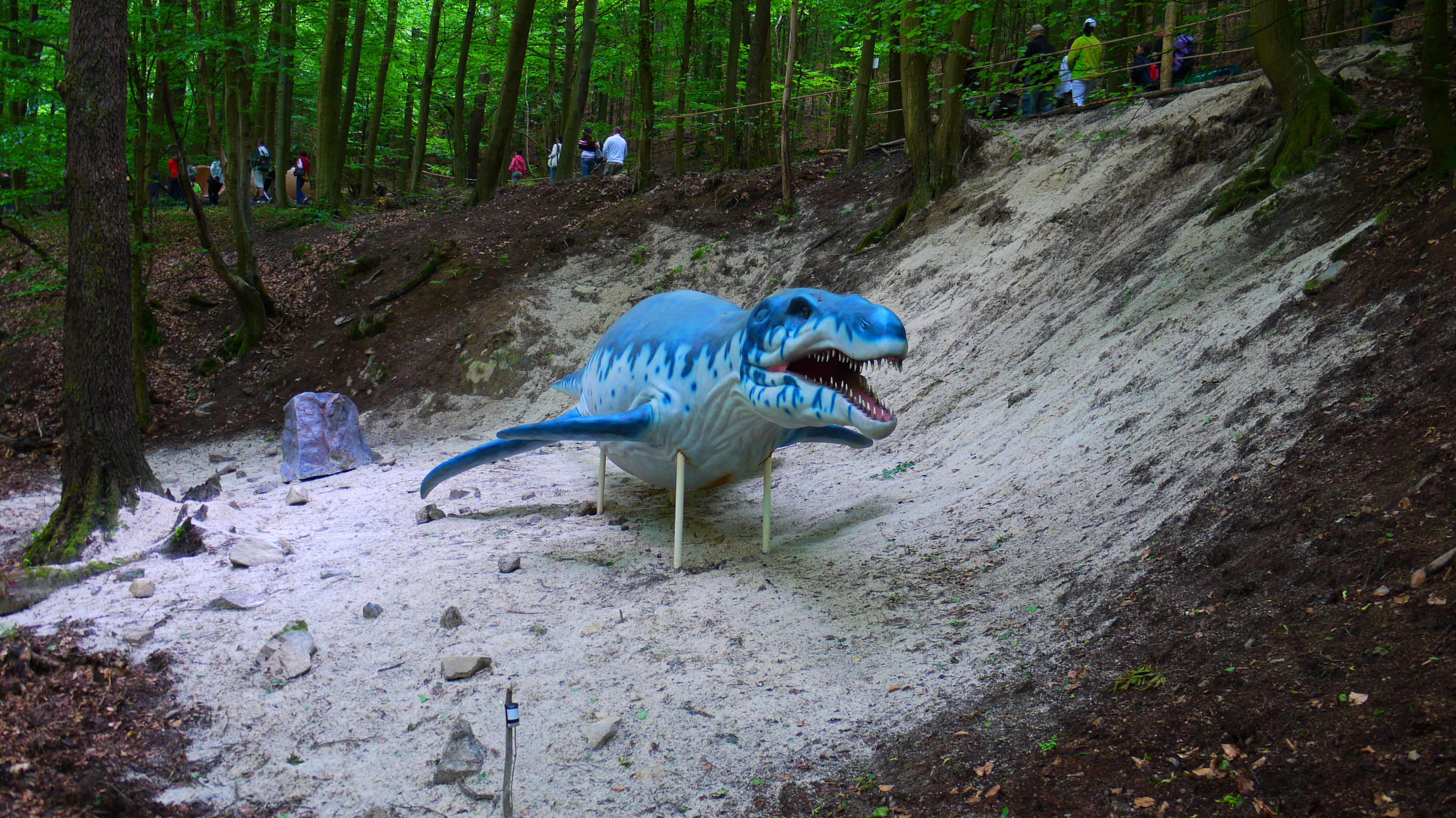
Liopleurodon, DinoPark Košice
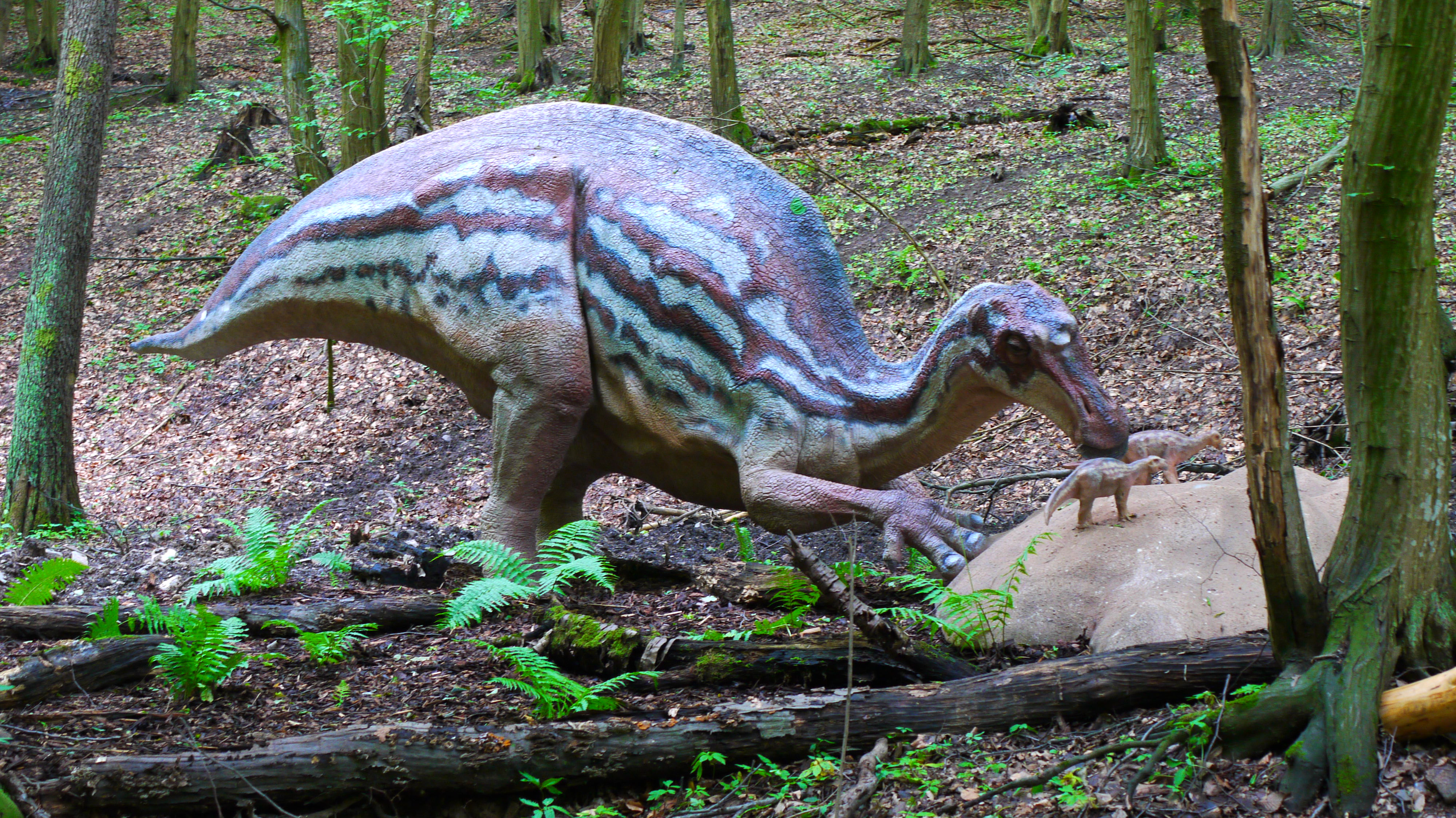
Maiasaura, DinoPark Košice
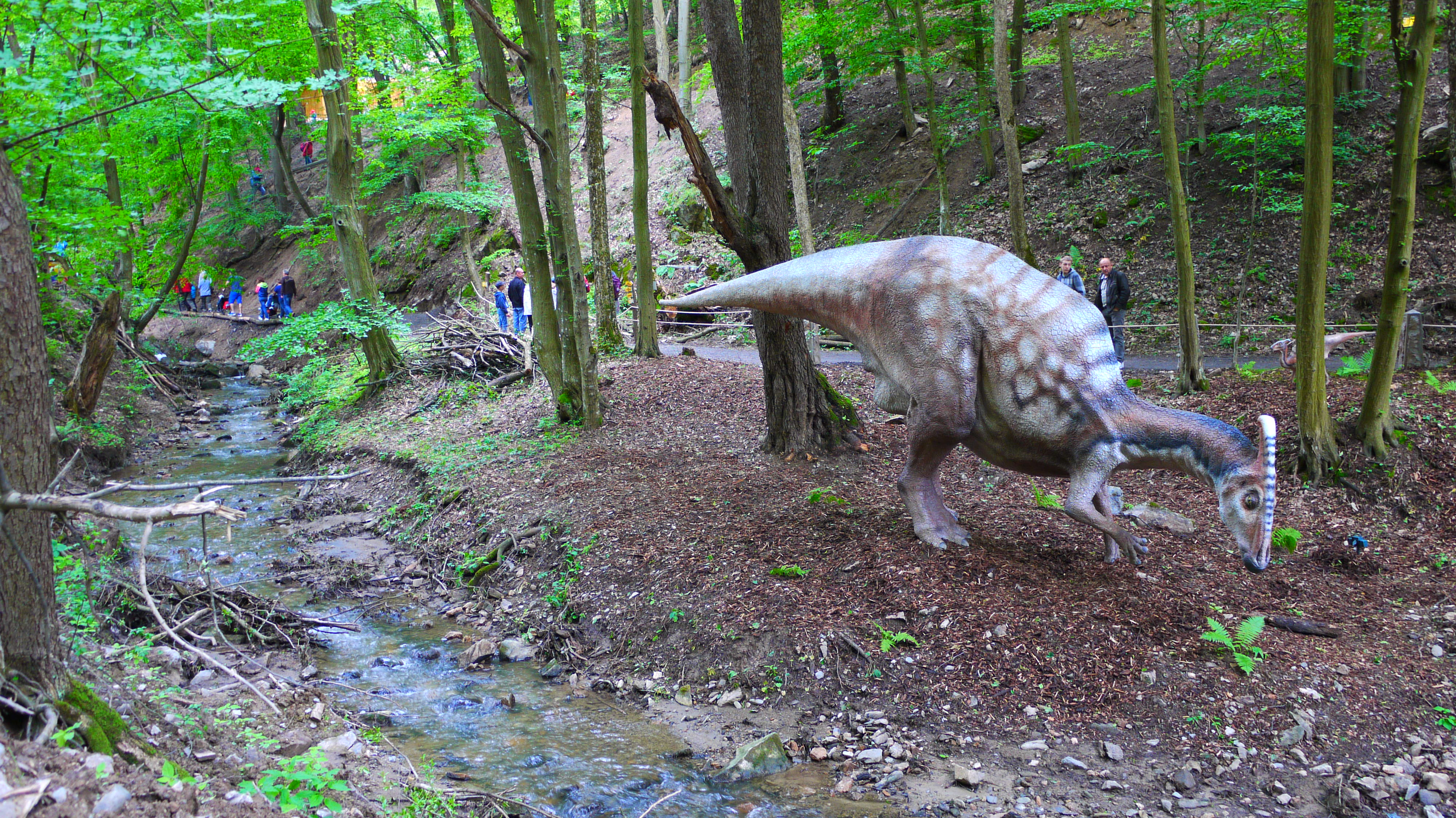
Parasaurolophus, DinoPark Košice
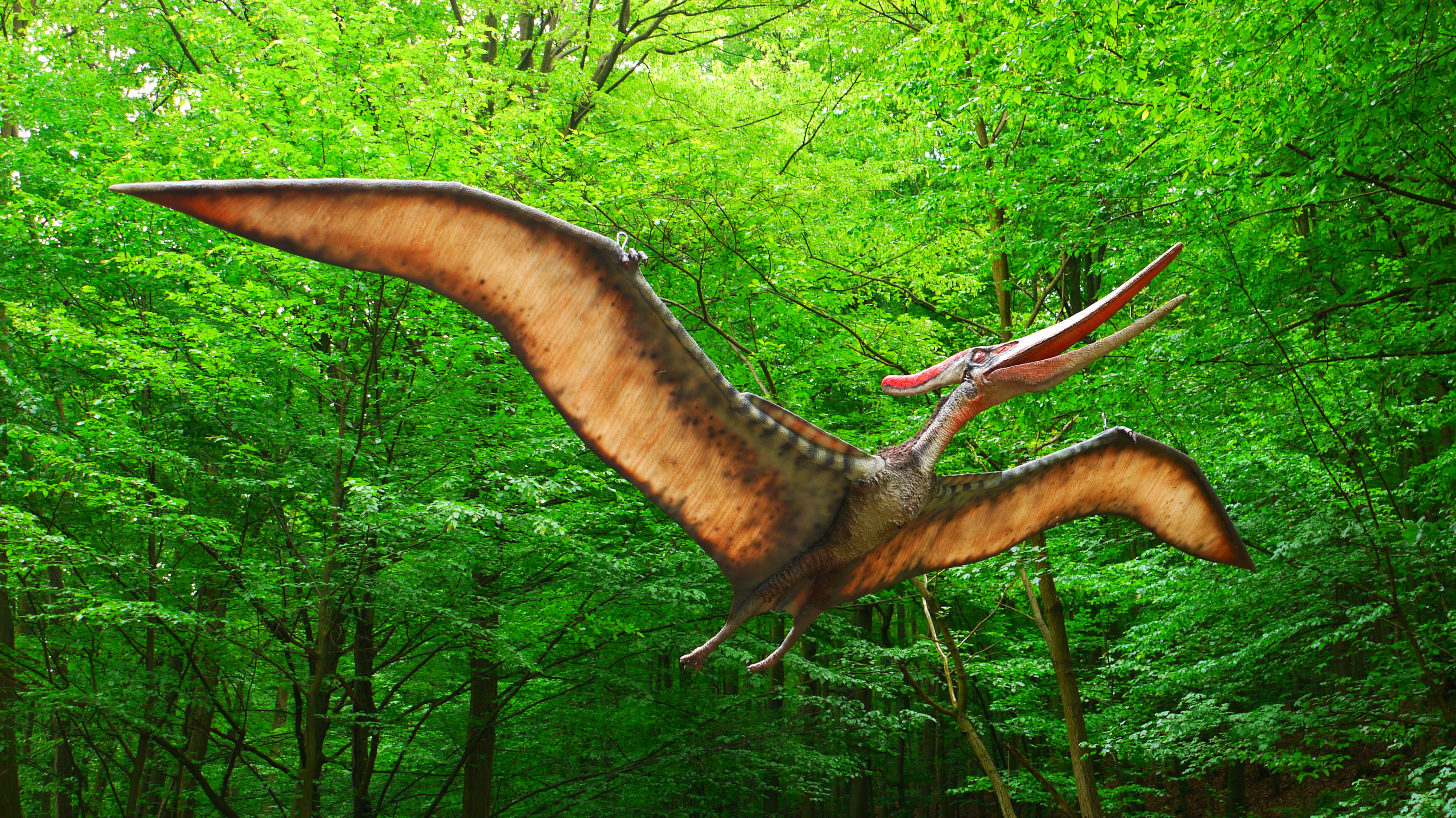
Pteranodon, DinoPark Košice
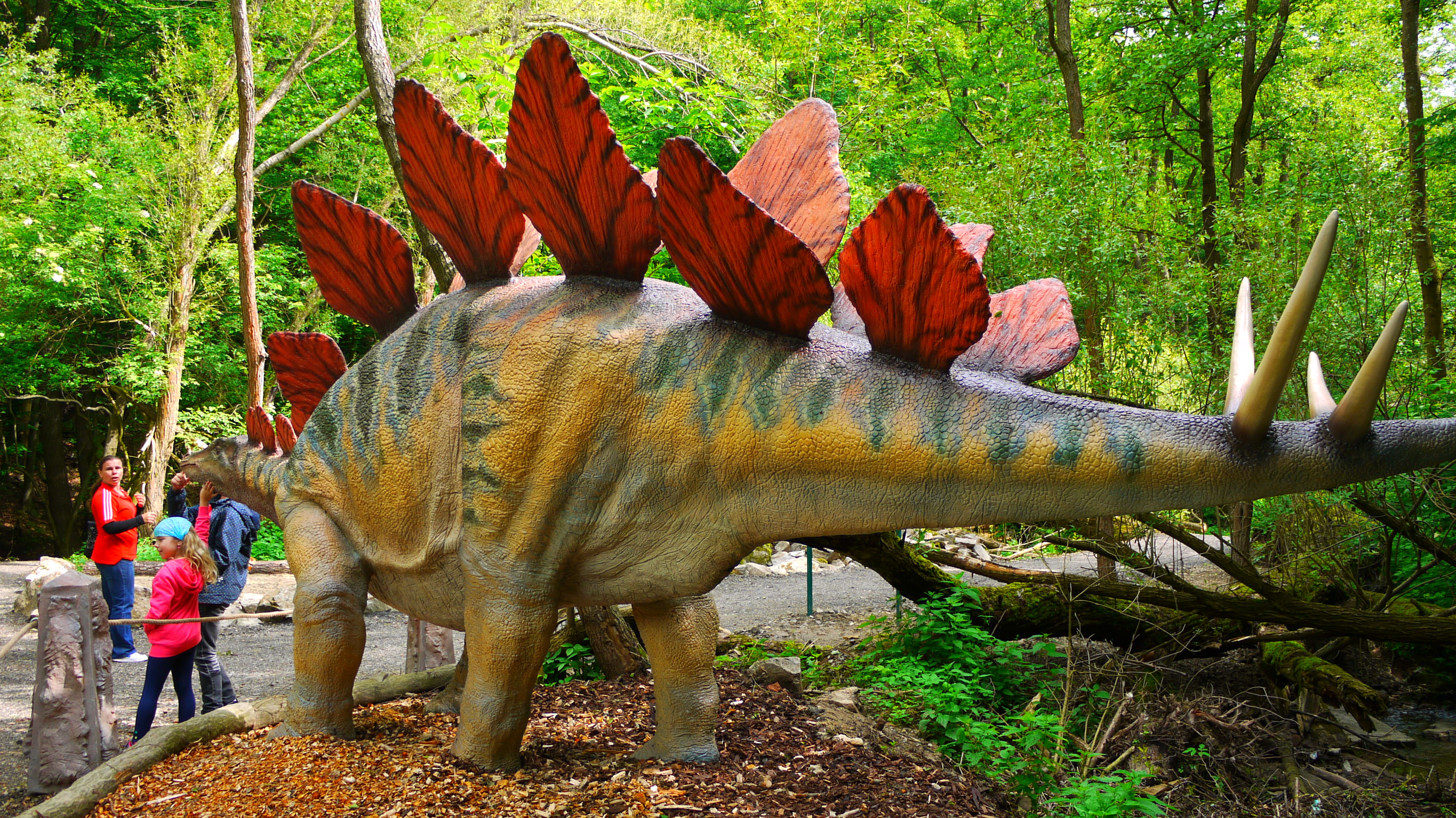
Stegosaurus, DinoPark Košice
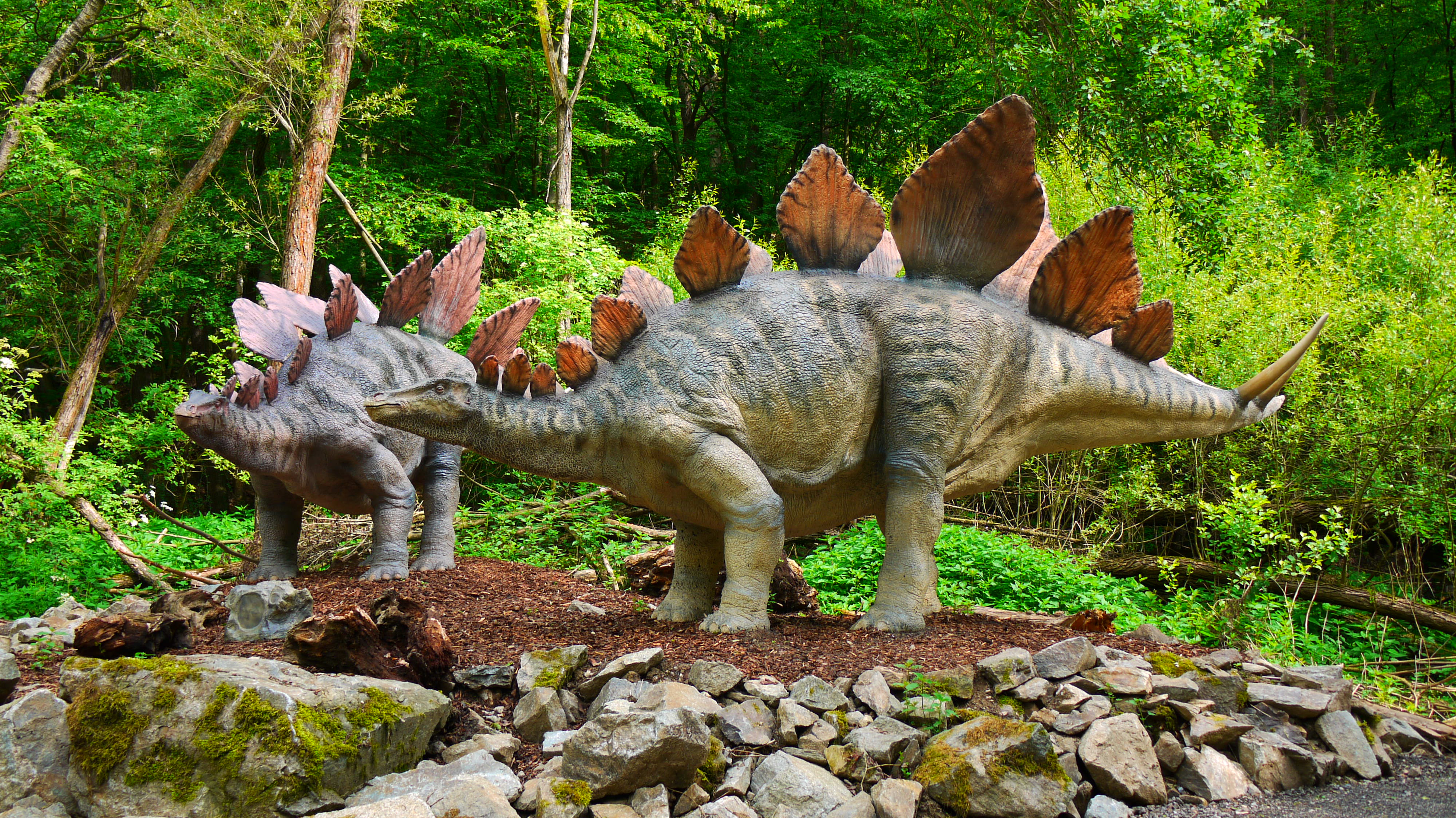
Stegosaurus, DinoPark Košice
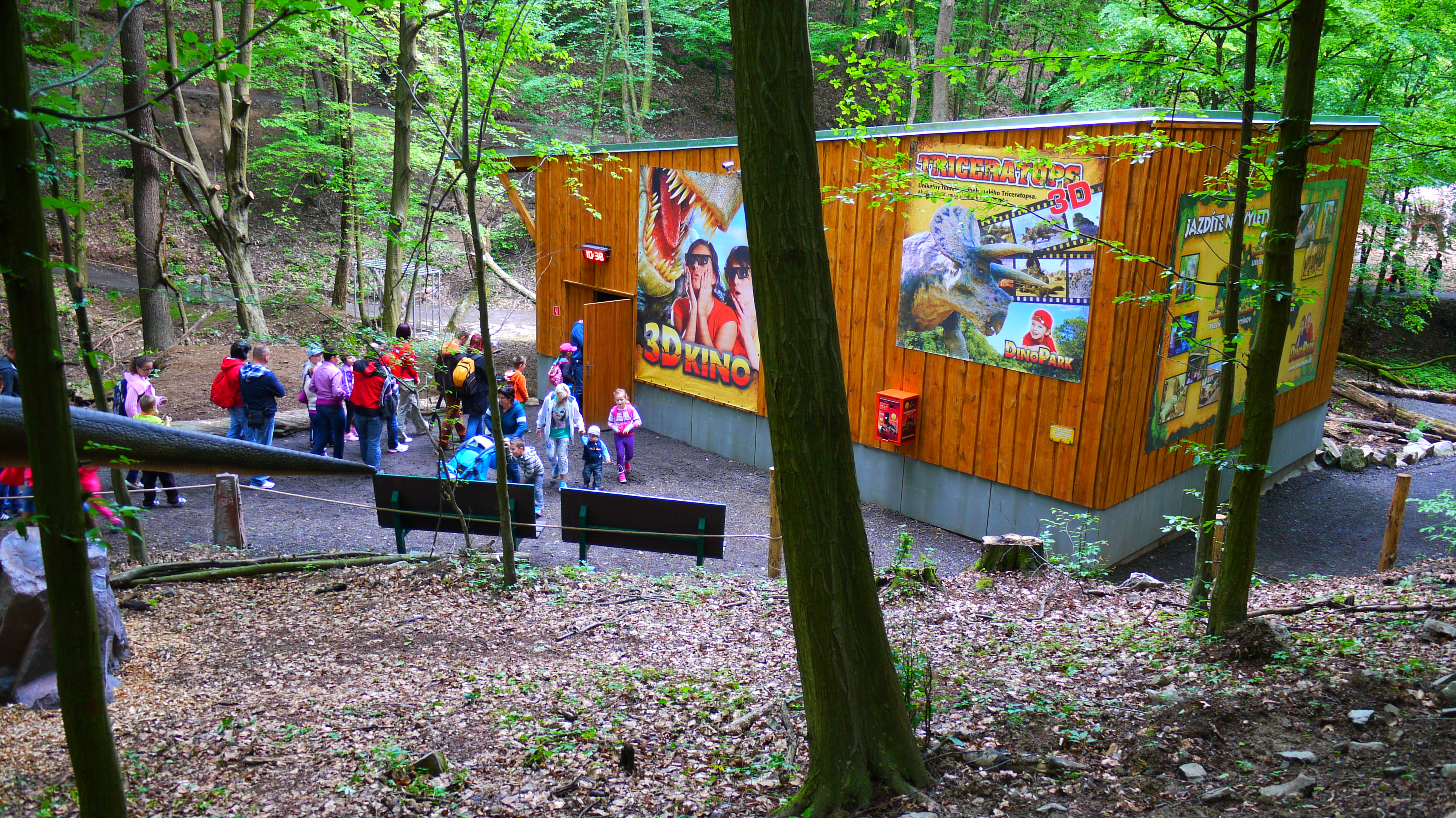
3D kino, DinoPark Košice